# FBSニュースプラス1
『FBSニュースプラス1』（エフビーエスニュースプラスワン）は、1988年4月4日から2006年4月1日まで福岡放送で放送された夕方のローカルニュース番組である。
『NNNニュースプラス1』の福岡県ローカルパートである。

## 概要
1988年4月4日、『NNNライブオンネットワーク』とそのローカル枠である『FBSきょうのニュース』の後番組としてスタートした。
1995年9月29日、『めんたいワイド』の放送開始によって平日版のみが終了したが、その後も報道特番などで『めんたいワイド』が放送できなかった時には6時台のニュースのみ『プラス1』として放送されたことは何度もあった。通常であればイムズ前からの中継も、当時FBS本社があるサンセルコ前に変更され、エンディングのBGMも『プラス1』のものが使われていた。
1996年度からは新たに日曜版が設置された。
2006年4月1日、『NNNニュースプラス1サタデー』の終了によって本番組も終了した。

## キャスター
- 山縣由美子（1991年 - 1994年）[1]
- 今泉清保[1]
- 久保俊郎[2]
- 舘恭子[2]

ほか

## 放送時間
いずれもJST。

### 平日
- 18:00 - 19:00（1988年4月4日 - 1995年9月29日）

### 土曜日
- 18:30 - 19:00（1988年4月9日 - 1989年9月30日）
- 18:00 - 18:30（1989年10月7日 - 2006年4月1日）

### 日曜日
- 18:00 - 18:30（1996年4月7日 - 2000年9月24日）